# Пяля
Пя́ля (Пяла, Piäld’ogi) — река в 5 верстах от деревни Мунозеро в Карелии. Берёт своё начало из озера Шитлампи, впадает в Пялозеро. Длина реки — 26 км, площадь водосборного бассейна — 142 км².
Имеет правый приток — Лагноя.

## Фотографии
|  |  |

## Данные водного реестра
По данным государственного водного реестра России относится к Балтийскому бассейновому округу, водохозяйственный участок реки — Свирь (включая реки бассейна Онежского озера), речной подбассейн реки — Свирь (включая реки бассейна Онежского озера). Относится к речному бассейну реки Нева (включая бассейны рек Онежского и Ладожского озера).
Код объекта в государственном водном реестре — 01040100212102000015321.